# 柴惠珍
柴惠珍（1955年—），中華民國陸軍少將、生化學及資工學者、文官，生於臺北市，籍貫浙江省鄞縣，她是中華民國國軍第四位女性將領、第一位兵科女將軍、第一位擁有國立臺灣大學學士學歷的少將，畢業於北一女、台大園藝系學士、國防醫學院生化所碩士、美國雪城大學電腦資訊博士，曾任參謀本部通次室通訊綜合處長、台大醫學系兼任副教授、資策會研究員、行政院科技會報辦公室主任、行政院科技顧問組資安小組主任、臺灣數位鑑識發展協會副理事長。

## 生平
其父柴佐恆，生於中國浙江宁波，為一中醫師及中藥大盤商，往來臺灣與中國大陸之間從商，1949年後因國共內戰，定居台灣；其母廖鑾，法名耀汶，生於台灣，1997年曾當選年度國防部軍中模範母親。
高中就讀北一女，台灣大學園藝系學士，國防醫學院生化研究所碩士，美國雪城大學電腦及資訊科程研究所博士。
回台灣後，擔任國防醫學院副教授，後任三軍總醫院資訊中心主任，在遠距醫療(與馬祖合作)、醫療影像全院建置、檢驗資訊系統、大電腦轉型至分散架構等臨床醫療系統的前瞻研究與建置多所建樹。
1999年經林勤經將軍延攬至國防部通資次長室任職，後調至國防部通信資訊指揮部服務。擔任國防部通信資訊指揮部訓練班主任（上校缺）、資訊戰中心兼任主任、國家資通安全會報技術服務中心副主任、國防部通信電子資訊參謀次長室資訊安全處處長，國防部通信電子資訊參謀次長室通信綜合處處長（少將缺）。
2006年1月晉升少將，擔任國防部通資次長室通信綜合處處長，負責訓練國軍資訊戰反制戰力的「老虎小組」。
2009年，被黑函檢舉，晉升少將時涉嫌買官，後監察院經監委調查後，認為並無買官情事。但在2月調任陸軍委員，軍檢肅貪專案小組再度將柴惠珍列案，送交軍事高等檢查署，調查她買官的傳聞，調查結果仍是無罪。
2010年1月，柴惠珍自軍中退役，財團法人資訊工業策進會研究員。
2010年11月，被借調至行政院科技顧問組，也兼任國立臺灣大學、國立陽明大學、國防醫學院副教授。